# 王思廉
王思廉（1238年—1320年），字仲常，真定路获鹿县（今河北省石家庄市鹿泉区）人，元朝政治人物。
王思廉是元好问弟子。至元十年（1273年），因董文忠推荐，被忽必烈召见，为符宝局掌书。至元十四年（1277年），担任翰林待制。为皇帝、皇后、大臣玉速帖木儿、月赤察儿等人讲《资治通鉴》等书。侍读时，忽必烈令大臣听受。至元二十年，升太监。至元二十九年为正议大夫、枢密院判官。元成宗即位，转任中奉大夫、翰林学士，因病归家。三年后，起为工部尚书，拜征东行省参知政事。大德十一年（1307年），授太子宾客。元仁宗即位，以翰林学士承旨致仕。去世后，追封恒山郡公，谥文恭。